# Младен Исаев
Младен Исаев Младенов е български поет и деец на Българската комунистическа партия, народен деятел на културата.

## Биография
Роден е на 7 юни 1907 г. в монтанското село Балювица. Като младеж взема участие в Септемврийското въстание от 1923 г. От 1927 г. е член на БКП. През 1926 – 1929 г. е политически емигрант. След завръщането си в България е преследван заради антидържавна дейност, хвърлян в затвора и последователно интерниран в три концлагера – Гонда вода, Еникьой и Свети Кирик. От 1941 г. участва в нелегалната дейност на Военната комисия при ЦК на БКП. През 1942 г. е съден в Процеса срещу ЦК на БРП. По време на разпитите заедно с Никола Вапцаров предават всичко. И докато Вапцаров има провинения, хванат по време на получаване на оръжие, то Исаев се спасява от смъртна присъда. 
По време на участието на България във Втората световна война на страната на антихитлеристката коалиция е на фронта като военен писател. Заместник-председател на Съюза на българските писатели. Два пъти герой на социалистическия труд на България, носител на орден „Георги Димитров“ и лауреат на Димитровска награда., Герой на Народна република България (22 септември 1982).
Негова втора съпруга е поетесата Людмила Исаева.
Умира на 14 май 1991 година в София.

## Творчески път
Творчеството на Исаев е със силна социална насоченост още в ранния му период, лирическият герой в поезията му най-често е борецът за свобода. Понякога разглежда и интимните изживявания на образите си, нетипично за класовото творчество. След 9 септември 1944 г. възпява победата на БКП, обществените промени в България и съграждането на новия обществен строй.
Съкилийник на Вапцаров по време на процеса срещу ЦК на БРП, Младен Исаев взема тетрадката с предсмъртните му стихотворения и успява да я запази скрита в крачола по време на престоя си в трите концентрационни лагера.
Автор е на текста на известната песен „Родина“ („Високи сини планини“).
Удостоен е със званието заслужил деятел на културата (1963).